# Eduardo Lucio Silvera
Eduardo Lucio Silvera (Velázquez, Rocha, Uruguay, 6 de julio de 1918 - Buenos Aires, Argentina, 26 de septiembre de 1998) fue un futbolista uruguayo, apodado «Negro», que jugaba como extremo izquierdo. Hizo toda su carrera en el Club Atlético Banfield de Argentina, entre 1940 y 1948. Es considerado uno de los mejores jugadores de la historia de Banfield.
Veloz y habilidoso, rechazó el pase al equipo Boca Juniors por lealtad a su club. El Club Atlético Banfield nombró en el año 2000 una platea en su honor.

## Datos técnicos
Debutó el 12 de mayo de 1940 frente a Atlanta (7-3) y jugó su último partido el 19 de septiembre de 1948 contra Newells (0-2). En total jugó 208 partidos (143 en primera y 65 en segunda) y marcó 52 goles (31 en primera y 21 en segunda). Tuvo un presentismo del 72% de partidos disputados por su club en ese período y su efectividad fue de 0.24 (un gol cada 4 partidos, durante 8 años).

## El Gol Olímpico
Revista El Gráfico (1941). En el año 1939 sancionan al Club (Banfield), por supuesto soborno al arquero de Chacarita (Monjo). Dicho hecho, no fue comprrobado jamás. La sanción se aplicaba recién en el año 1941, sacándole 16 puntos (eran 8 los partidos, por los ganados se recibían 2 puntos, empatados 1 y perdidos, obviamente, nada). Los hinchas de Banfield, demostraron con creces su amor al Club. Fuera de la cancha, había alcancías, donde los hinchas depositaban el precio de la entrada sin entrar a la cancha - evitando así que al club se le embargue lo recaudado. Al comienzo del 2.º tiempo se abrieron las puertas y los hinchas recién entraron a la cancha. Los jugadores acordaron cobrar solamente el sueldo y la prima (viático), hasta la finalización del campeonato.
Este eral el último partido del campeonato, donde se jugaba el descenso. Banfield jugó contra Rosario Central de Santa Fe. Llovía a cántaros. Rosario estaba anteúltimo y le llevaba un punto a Banfield - lo que significaba ganar o irse al descenso - descender a la 1B. Los jugadores, así lo contaba Silvera, prácticamente no dormían.

## El partido
La cancha estaba llena, incluso hubo mucha gente que no pudo entrar. En el vestuario, reinaba el más absoluto de los silencios. Scabone dijo: "Leones, a matar o morir, nosotros no estamos acostumbrados a perder, somos los mejores, ganamos o ganamos".
Con esta arenga, salieron a la cancha, a los 15 minuto de comenzado el partido, Banfield ganaba 3 a 0. El segundo gol, el famoso gol olímpico, lo hace "El Negro Silvera" y el partido termina con la victoria de Banfield, por 2 a 4.

## El gol olímpico
Se dice de aquel gol que se hace desde la bandera del corner, sin que nadie lo toque. El primero de la historia fue en los jugos olímpicos del año 1920 (Onzari).
Hubo tres grandes hazañas del Club Banfield, en dos de las cuales Silvera tuvo ouna participación estelar.
1944 Banfield desciende a la 1B para volver a subir a la 1A dos años más tarde. La revista "El Gráfico", le concede el apodo de "El Taladro", que continúa definiendo al Club en la actualidad.
- Citado acerca de Silvera:

"En 1940 Florencio Sola renovó totalmente al equipo. Con jugadores como Rafael Sanz, Eduardo Silvera, Juan Bautista Busuzzo, Alfredo De Terán, Armando Farro y otros, Banfield hizo una sorprendente campaña y atípica para clubes recién ascendidos, por lo que el diario "El Pampero" bautizó al equipo con el nombre de "El Taladro", apodo que pasó a la historia como el seudónimo oficial de la institución."